# Limonia graciosa
Limonia graciosa är en tvåvingeart som beskrevs av Alexander 1978. Limonia graciosa ingår i släktet Limonia och familjen småharkrankar. Inga underarter finns listade i Catalogue of Life.